# Xie Zhenhua

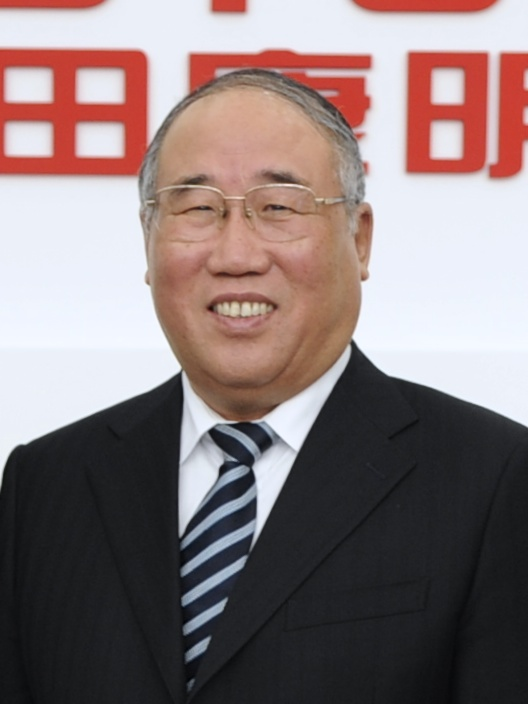
Xie Zhenhua (2014)

Xie Zhenhua (chinesisch 解振華 / 解振华, Pinyin Xiè Zhènhuá; geb. 1949 in Tianjin) ist ein chinesischer Klimapolitiker und -diplomat. Er war bis 2023 langjähriger Klima-Chefunterhändler seines Landes.

## Leben und Wirken
Xie war Vizechef der Staatlichen Kommission für Entwicklung und Reform. Ende der 1990er-Jahre führte er das Ministerium für Ökologie und Umweltschutz der Volksrepublik China an und war damit kurzzeitig Amtskollege von Angela Merkel, der späteren deutschen Bundeskanzlerin, die er aus dieser Zeit persönlich kennt.
Seit 2006 leitet Xie die chinesische Delegation bei den jährlichen UN-Klimakonferenzen. Galt er in der Anfangszeit, etwa der UN-Klimakonferenz in Kopenhagen 2009, noch als „Blockierer“, so wandelte sich seine Rolle mit der Zeit hin zu einem Verfechter ambitionierter Klimaversprechen Chinas. Mit Todd Stern, dem Chefverhandler unter US-Präsident Obama, hatte Xie auch persönlich ein gutes Verhältnis und es gibt Hinweise darauf, dass dieses Verhältnis das Pariser Übereinkommen erst ermöglichte.
Nachdem John Kerry unter US-Präsident Biden zum Klimabeauftragten der Vereinigten Staaten ernannt worden war, wurde Xie im Februar 2021 aus dem Ruhestand zurückgeholt, da beide sich noch aus der Zeit der Verhandlungen des Pariser Übereinkommens, als Kerry Außenminister seines Landes war, gut kannten; Beobachter werteten dies als Geste des guten Willens von Seiten Chinas. Bald darauf gaben Kerry und Xie ein gemeinsames Bekenntnis zu ehrgeizigeren Klimaschutzzielen ab. Xie sagte hierzu: „Beide Seiten erkennen an, dass es eine Kluft zwischen den gegenwärtigen Bemühungen und den Zielen des Pariser Klimaabkommens gibt.“ Auch auf der UN-Klimakonferenz in Glasgow 2021 (COP26) wurde China dann wieder von Xie in seiner Rolle als Klimagesandter vertreten.
Im Vorfeld der COP28 sagte Xie, dass ein „kompletter Ausstieg aus fossiler Energie unrealistisch“ sei. Nach der Konferenz trat Xie erneut in den Ruhestand ein. Ihm folgte Liu Zhenmin, bis dahin UN-Untergeneralsekretär der UNDESA, nach.